# Mount Sullivan
Mount Sullivan är ett berg i Antarktis. Det ligger i Västantarktis. Argentina, Chile och Storbritannien gör anspråk på området. Toppen på Mount Sullivan är 2 070 meter över havet.
Terrängen runt Mount Sullivan är huvudsakligen kuperad. Mount Sullivan är den högsta punkten i trakten. Trakten är obefolkad. Det finns inga samhällen i närheten.